# Ruth Moufang
Ruth Moufang est une mathématicienne allemande née le 10 janvier 1905 à Darmstadt et morte le 26 novembre 1977 à Francfort-sur-le-Main.

## Biographie
Née en 1905, à Darmstadt, Ruth Moufang a pour père Eduard Moufang, scientifique travaillant dans le secteur industriel de la chimie. Elle étudie à l'université de Francfort à partir de 1925. Max Dehn dirige son doctorat de géométrie projective, qu'elle obtient en 1931. Ayant obtenu une bourse de recherche, elle prolonge ce doctorat par un séjour d'un an à Rome, puis revient en Allemagne. Elle travaille à l'université de Königsberg puis à l'université de Francfort. De 1931 à 1937, elle publie huit articles sur les fondements de la géométrie projective,,,.
Malgré sa thèse en 1936, Ruth Moufang n'obtient pas de poste d'enseignant d'université : le ministère de l'Éducation de Hitler, qui a pris le pouvoir trois ans plus tôt, lui en refuse l'accès à cause de sa condition de femme. Mais elle a la possibilité de travailler comme mathématicienne dans l'industrie (Krupp) en théorie de l'élasticité. Elle ne reprend l'enseignement qu'en 1946 à Francfort, devenant la première femme allemande occupant un poste d'enseignante dans un établissement universitaire,.

## Œuvre
Ruth Moufang s'est spécialisée dans la géométrie projective. Elle est à l'origine des boucles de Moufang, des plans de Moufang et des polygones de Moufang (en).
Sa principale contribution concerne les fondements de la géométrie. Complétant le travail de Hilbert sur les coordonnées et les règles d'incidence, elle découvre que la règle d'invariance de quatre points harmoniques la conduit à travailler sur des coordonnées appartenant, au lieu d'un corps gauche, à une algèbre à division alternative mais non associative. L'étude plus approfondie de cette structure l'amène à définir un type particulier de quasigroupes : les boucles de Moufang.

## Sélection de publications
- (de) (avec Erika Moufang), Elementare Geometrie – vol. 1 : Die Ebene, Leipzig, Akademische Verlagsgesellschaft, coll. « Mathematik und ihre Anwendungen in Monographien und Lehrbüchern » (no 6), 1929, 402 p.
- (de) « Zur Struktur der projektiven Geometrie der Ebene », Math. Ann., vol. 105,‎ 1931, p. 536-601 (mémoire de doctorat)
- (de) « Die Einführung der idealen Elemente in die ebene Geometrie mit Hilfe des Satzes vom vollständigen Vierseit », Math. Ann., vol. 105, no 1,‎ 1931, p. 759-778 (DOI 10.1007/BF01455845)
- (de) « Die Schnittpunktsätze des projektiven speziellen Fünfecksnetzes in ihrer Abhängigkeit voneinander (Das A- Netz) », Math. Ann., vol. 106,‎ 1932, p. 755-795
- (de) « Ein Satz über die Schnittpunktsätze des allgemeinen Fünfecksnetzes (Das A, B- Netz) », Math. Ann., vol. 107,‎ 1932, p. 124-139
- (de) « Die Desarguesschen Sätze vom Rang 10 », Math. Ann., vol. 108,‎ 1933, p. 296-310
- (de) « Alternativkörper und der Satz vom vollständigen Vierseit », Abh. Math. Sem. Hamburg, vol. 8,‎ 1933, p. 207-22
- (de) « Zur Struktur von Alternativkörpern », Math. Ann., vol. 110, no 1,‎ 1935, p. 416-430
- (de) « Einige Untersuchungen über geordnete Schiefkörper », J. reine angew. Math., vol. 176,‎ 1937, p. 203-223 (mémoire de thèse)
- (de) (avec Wilhelm Magnus), « Max Dehn zum Gedächtnis », Math. Ann., vol. 127, no 1,‎ 1954, p. 215–227 (DOI 10.1007/BF01361121)